# Стоук он Трент
Стоук он Трент (на английски: Stoke-on-Trent, в превод Стоук на Трент) е град в Западна Англия, единна администрация в историческото графство Стафордшър. Намира се на 50 km южно от Манчестър, около река Трент. Населението му е около 239 700 души (2006). Градът е известен с производството си на фин порцелан.

## Спорт
Представителният футболен отбор на града носи името ФК Стоук Сити. Играл е в най-горните две нива на английския футбол.

## Личности
Родени
- Леми Килмистър (1945 – 2015), вокал и баскитарист на „Моторхед“
- Фил Тейлър (р. 1960), професионален играч на дартс
- Роби Уилямс (р. 1974), музикант
- Анди Мур (р. 1980), DJ

Починали
- Стенли Матюс (1915 – 2000), английски футболист